# Intel Core (mikroarchitektura)
Intel Core je mikroarchitektura vyvinutá společností Intel a vydaná v červenci roku 2006. Přestože jí nahrazuje, není tato architektura založena na architektuře NetBurst. Ta kvůli své vysoké spotřebě energie a vysokým provozním teplotám nebyla vhodná pro použití v noteboocích, pro které bylo vytvořeno Pentium M, vysoce optimalizovaná verze Pentia III architektury P6. To byla dále rozvíjeno, což vedlo ke vzniku jádra Yonah a později architektury Intel Core. Procesory Intel Core byly vyráběny 65-nanometrovým výrobním procesem, později došlo ke zmenšení jádra na 45 nm. Toto zmenšení nese označení Penryn.
První procesory nesou kódová označení Merom, Conroe a Woodcrest. Merom je určen pro notebooky, Conroe pro stolní počítače a Woodcrest pro servery a pracovní stanice. Procesory nižší třídy pro notebooky a stolní počítače nesou modelové označení Celeron (některé notebookové taky Celeron M) nebo Pentium. Procesory střední třídy a vyšší třídy jsou označeny Core 2 Duo (dvoujádrové), Core 2 Quad (čtyřjádrové), Core 2 Extreme (dvou- nebo čtyřjádrové). Všechny procesory s kódovým označením Woodcrest nesou modelové označení Xeon.

## Vlastnosti
Architektura Core se oproti NetBurstu vrací k nižším taktům a lepšímu využití jednotlivých cyklů. Dekódování, provádění operací a mezipaměť jsou zde efektivnější, což snižuje spotřebu energie, a zároveň zvyšuje výkon. Stejně jako NetBurst ale využívá více jader, architekturu x86-64 a rozšíření SSSE3. Na rozdíl od něj však nedisponuje hyper-threadingem a (kromě některých Xeonů) L3 mezipamětí, kterou měly nejvýkonnější proceosry Pentium 4 Extreme Edition. Obě tyto chybějící techologie byly znovu přidány v architektuře Nehalem.

## Varianty
Původní modely s označeními Merom, Conroe a Woodcrest mají všechny stejnou architekturu. Liší se technicky jen paticí, rychlostí sběrnice a spotřebou energie.

### Merom
Merom bylo označení pro první notebookové procesory architektury Core. Měly téměř stejné vlastnosti jako procesory Conroe, byl však kladen větší důraz na spotřebu energie kvůli delší výdrži baterií. Oficiálně byly spuštěny 27. července 2006 jako náhrada procesorů Pentium M. Jednojádrové verze byly označené Core 2 Solo nebo Celeron M, zatímco dvoujádrové Core 2 Duo, Core 2 Extreme, Celeron Dual-Core nebo Pentium Dual-Core. Jednalo se o první mobilní procesory od Intelu s 64bitovou architekturou x86-64. Později byly nahrazeny jádry Penryn.
Rychlejší jádra Merom XE byly prodávány jako procesory Core 2 Extreme Mobile. V této řadě vyšly dva modely, model X7800, který vyšel 16. července roku 2007, s taktem 2,6 GHz a doporučenou cenou 851 $ a model X7900, který vyšel o měsíc později, s taktem 2,8 GHz. Oba měly paměťovou sběrnici o rychlosti 800 MT/s a tepelný výkon 44 W. Procesor X7900 byly používán v nejvýkonnějších iMacích.
Slabší verze naopak tvořily procesory Merom-2M a Merom-L. Oba byly používány pro procesory Celeron M. Merom-L byl navíc využíván v procesorech Core 2 Solo, jehož nejslabší verze, U2100 a U2200, byly taktovány na 1,06 a 1,2 GHz, patřily do skupiny Intel ULV (ultra-low-voltage = ultra-nízká voltáž) a jejich tepelný výkon byl pouhých 5 wattů.

### Conroe
Conroe je kódové označení pro rozsáhlou skupinu procesorů. Byly prodávány jako Core 2 Duo, Xeon, Pentium Dual-Core a Celeron. Procesory byly oficiálně spuštěny společně s procesory Merom 27. července 2006 jako náhrada za procesory Pentium 4 a Pentium D architektury NetBurst. Procesory Conroe s označením Core 2 a Xeon měly L2 mezipaměť v rozsazích od 2 do 4 MB, procesory označené jako Pentium 1 MB a Celerony měly 512 KB L2 mezipaměti.
Model Conroe XE byl pouze jeden a to Core 2 Extreme X6800. Nabízel vyšší takt (v základu 2,93 GHz) s odemknutým násobičem, takže ho bylo možné přetaktovat. Měl tepelný výkon 75 W (obyčené procesory Core 2 Duo měly 65 W), přesto jeho teplota v klidu dosahovala pokojové. Jeho cena při spuštění byla 999 $.
Slabší procesory typu Conroe byly Allendale a Conroe-L. Allendale byly dvoujádrové a označovaly různé procesory s tepelným výkonem 65 W, zatímco Conroe-L tvořil pouze jednojárdové Celerony a jeho tepelný výkon byl 35 W.

### Kentsfield
Procesory Kentsfield byly čtyřjádrové procesory, které byly fyzicky spojení dvou procesorů Conroe. Proto měly také L2 mezipaměť 8 MB. Tvořily procesory s tepelným výkonem 95 až 105 W Core 2 Quad a slabší procesory Xeon. Byly prodávány také procesory Kentsfield XE, které nesly modelové označení QX6800 s taktem 2,93 GHz vydaný 8. dubna 2007 s cenou 1199 $ a QX6850 s taktem 3,0 GHz vydaný 22. července 2007 s cenou 999 $. Oba měly poměrně vysoký tepelný výkon 130 W.

### Další jádra Xeonu
Kromě jader Conroe a Kentsfield byly Xeony této generace tvořeny především dvoujádrovými procesory Woodcrest, dále pak čtyřjádrovými Clovertowny, které byly složením dvou čipů Woodcrest.
Roku 2007 k nim byly přidány čtyřjádrové procesory Tigerton, jenž byly opět složeny ze dvou čipů, a jejich dvoujádrové verze Tigerton-DC, kde je na každém z čipů deaktivováno jedno jádro. Oba typy Tigerton byly cíleny na velké servery; umožňovaly souběžné zapojení až 32 procesorů.